# نيكو غيسلمان
نيكو جيسلمان (مواليد 26 سبتمبر 1991) هو لاعب كرة قدم ألماني يلعب في مركز الظهير الأيسر في نادي يونيون برلين.

## روابط خارجية
- نيكو غيسلمان على موقع إي إس بي إن إف سي (الإنجليزية)
- نيكو غيسلمان على موقع قاعدة بيانات كرة القدم.إي يو (الإنجليزية)
- نيكو غيسلمان على موقع Soccerway.com (الإنجليزية)
- نيكو غيسلمان على موقع عالم كرة القدم.نت (الإنجليزية)
- نيكو غيسلمان على موقع AS.com (الإسبانية)